# مرکز مطالعات خاورمیانه دانشگاه شیکاگو
مرکز مطالعات خاورمیانه دانشگاه شیکاگو یک مرکز ملی منابع برای مطالعه منطقه‌ای است که حوزهٔ مطالعاتش از مراکش در غرب تا قزاقستان در شرق امتداد دارد. در نتیجه، این مرکز برخی از مهم و بحث برانگیزترین مناطق - از جمله شمال آفریقا، خاورمیانه و آسیای مرکزی را پوشش می‌دهد. قبل از تشکیل مرکز، دانش پژوهان در اصل بودجه ای را دریافت می‌کردند که توسط عنوان ششم قانون آموزش دفاع ملی وزارت دفاع ایالات متحده اداره می‌شد. دانشگاه شیکاگو تا سال ۱۹۶۵ (زمانی که مدیریت بودجه توسط رئیس‌جمهور جان اف کندی به وزارت آموزش ایالات متحده منتقل شد) مرکز خود را تشکیل نداد. این مرکز طبق بررسی‌های وزارت آموزش و پرورش ایالات متحده و بررسی‌های خارجی به‌طور مداوم بین مراکزی که در ایالات‌متحده با مطالعات خاورمیانه در ایالات متحده سروکار دارند، در بالاترین سطح قرار دارد.

## توابع مرکز
وظیفه اصلی مرکز تحریک و هماهنگی تحقیقات و آموزش در مورد منطقه خاورمیانه در سراسر دانشگاه، بدون توجه به رشته‌است. این امر به‌طور غیررسمی در فضای اجتماعی اتاق مشترک فضل الرحمن و در محیط‌های رسمی مانند سخنرانی‌ها، کنفرانس‌ها، سمپوزیوم‌ها و میزگردهای مرکز انجام می‌شود. این مرکز همچنین با ارائه منابع آموزشی رایگان و سازماندهی برنامه‌های توسعه حرفه ای برای مربیان محلی به عموم مردم خدمات ارائه می‌دهد.

## برنامه کارشناسی ارشد
این مرکز یک دوره کارشناسی ارشد دو ساله را از طریق بخش علوم انسانی اداره می‌کند، که در آن دانشجو می‌تواند دوره تحصیلی خود را در زمینه‌هایی مانند مطالعات خاورمیانه معاصر، تاریخ خاورمیانه، مطالعات اسلامی تنظیم کند. هنر و باستان‌شناسی اسلامی و زبان‌های عربی، فارسی، عبری یا ترکی (ترکی آناتولی، ازبکی، قزاقستانی) و ادبیات بخشی از این برنامه‌هاست. با بیش از پنجاه دانشجوی سال اول و دوم در دو رشته تحصیلی، برنامه کارشناسی ارشد مطالعات خاورمیانه یکی از بزرگ‌ترین برنامه‌ها در نوع خود در ایالات متحده است.